# Международный конкурс пианистов имени Карла Бехштейна
Международный конкурс пианистов имени Карла Бехштейна (нем. Internationaler Carl Bechstein Klavierwettbewerb-Ruhr) — международное соревнование академических пианистов, учреждённое в 2006 году германской фортепианостроительной фирмой C. Bechstein и названное в честь её основателя Карла Бехштейна. Конкурс проходит в городах Рурской области — Эссене, Дуйсбурге и Дортмунде — раз в четыре года. Художественным руководителем и председателем жюри выступил пианист и музыкальный педагог Борис Блох, патроном конкурса был объявлен Владимир Ашкенази.
Среди членов жюри 2006 года были, в частности, пианисты Идиль Бирет и Данг Тхай Шон и композитор Александр Чайковский. Среди 47 исполнителей, отобранных для участия в конкурсе, первой премии был удостоен болгарин Евгений Божанов. Вторую премию и специальный приз за выступление с оркестром получил Амир Тебенихин.